# Parque de Las Presillas
Las Presillas es un parque periurbano situado al noreste del término municipal de Alcorcón (provincia de Madrid, España) y se constituye como el área de mayor relevancia ambiental del municipio de Alcorcón, lindando al norte con la Autopista M-40, al sur con la M-406, al este por el barrio de La Fortuna (Leganés) y terrenos de prado Grande" y pedazo del estado y al oeste por el polideportivo de la Canaleja. El Parque está unido físicamente con el parque lineal del Arroyo Butarque (Leganés) y tiene una superficie de 57,50 hectáreas.
Los terrenos de las Presillas fueron ocupados por una antigua granja militar, propiedad del Ministerio de Defensa (España) que tras la construcción de la Autopista M-40 a principios de los años 90, fue expropiada por el Ayuntamiento de Alcorcón para el disfrute de sus vecinos.
En su interior se encuentran instalaciones infantiles y diversas zonas estanciales.

## Historia

### Prehistoria
En torno al arroyo Butarque se encontró un pequeño yacimiento paleolítico, y en la fuente de la Canaleja se encontraron lascas de sílex.

### En la Edad Media
Esta zona dio servicio a la cabaña ganadera trashumante, tanto de paso como de avituallamiento, prueba de ello es que en el parque existe un abrevadero y es cruzado por dos vías pecuarias: 
- 2800701,1 - Colada de Esparteros y de la Canaleja. Tramo 1.º (interrumpida por la M-406)
- 2800701,2 - Colada de Esparteros y de la Canaleja. Tramo 2.º
- 2800702 - Vereda de Castilla
- 280070A - Abrevadero en la Fuente de la Canaleja

### SigloXX

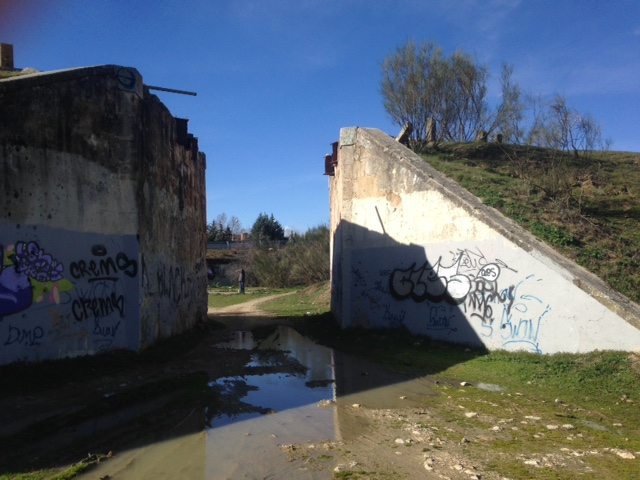
Antiguo pontón ferroviario de la línea militar Cuatro Vientos-Leganés que permitía salvar el arroyo Butarque en el parque de las Presillas

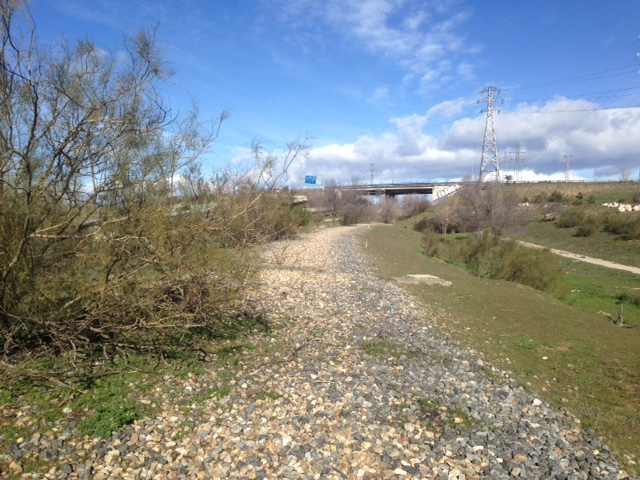
Restos del Balastro de la línea férrea Cuatro Vientos - Leganés en el Parque de las Presillas

A principios de siglo, ante la necesidad de comunicar las instalaciones militares del Aeropuerto de Madrid-Cuatro Vientos con el resto de España, se decide dotar a estas de un acceso ferroviario de vía ancha, cuyo trazado transcurriría desde la antigua Estación de Cuatro Vientos hasta la que es hoy la estación de Leganés Central cruzado todo el Parque de las Presillas de oeste a este. La explotación, de vía única, se inició en 1926 y tuvo tráfico comercial hasta su desmantelamiento en 2002. Es fácil encontrar en el parque restos de la línea férrea como el balastro y algún pontón ferroviario.
Durante la segunda mitad de siglo se le dio un uso agropecuario y militar a los terrenos del parque, con zonas de cultivo e infraestructuras de cierta entidad. 
El Centro Nacional de Información Geográfica, y el visor cartográfico de la Comunidad de Madrid, tienen disponibles los vuelos fotogramétricos Históricos, conocidos como vuelos Americanos Serie A (1945-1946), Serie B (1956-1957), Serie C (1967-1968) y los vuelos Interministerial (1973-1986) y Nacional (1980-1986) donde se puede ver cómo han evolucionado los terrenos y que zonas ocupaba la explotación.

## Naturaleza

### Clima
En el Parque se da un clima mediterráneo continentalizado. Inviernos fríos en las que las mínimas descienden de 0 °C (heladas frecuentes) y veranos muy calurosos, siendo frecuente que las máximas superen los 35 °C y raramente los 40 °C. 
Las precipitaciones superan los 400 mm anuales, y los meses previos y posteriores al verano son los más lluviosos.

### Geología
La zona de Alcorcón, como gran parte de la zona occidental de la península ibérica, se asienta sobre el macizo Hespérico, surgido en el precámbrico, aunque el sustrato del terreno empieza a formarse tras el surgimiento en el oligoceno del Sistema Central y el posterior arrastre, en el mioceno, de los detritos procedentes de la erosión de las montañas del Guadarrama.
La zona es rica en arcillas, consideradas de buena calidad para la alfarería, manufactura de ladrillos y otras piezas de construcción.

### Relieve e hidrografía
El parque de las presillas es el valle del arroyo de la Fuente del Sapo o Butarque que atraviesa este espacio de oeste a este, presentando un desnivel máximo de 40 metros entre los 700 m s. n. m. junto a la M-40 y los 660 m s. n. m. en la represa del Parque, y que vierte sus aguas al Manzanares.

### Flora
Alberga en su seno un singular reducto de 32 alcornoques (Quercus suber), centenarios, de gran porte y de carácter relíctico (1,8 hectáreas sobre el total del parque), como muestra de una antigua dehesa de alcornoques más extensa que junto con el Alcornocal de Viña Grande compondrían el antiguo bosque local, recuerdo relíctico del primigenio monte mediterráneo.
Estos taxones de Quercus suber están catalogados como: 
- Fuente semillera autóctona y para la repoblación (REAL DECRETO 289/2003, y catálogo nacional de materiales base, Resolución de 1 de diciembre de 2008)(FS-46/F/28/005) por el Ministerio de Agricultura de España.

- Especie de interés especial ("Decreto 18/1992, de 26 de marzo por el que se aprueba el Catálogo Regional de especies amenazadas de fauna y flora silvestres y se crea la categoría de árboles singulares") por la Comunidad de Madrid.

- Hábitat de interés comunitario, definido por el manual de interpretación de los hábitats de la Unión Europea (EUR25, abril de 2003)(Punto 32.11: Bosque esclerófilo mediterráneo - Bosque silícola del Mediterráneo occidental)(Directiva 92/43/CEE) por la UE.

Basta señalar que hoy en día el alcornoque no es mucho más abundante en otras regiones de Madrid, destacando exclusivamente en este sentido el alcornocal de Torrelaguna.
A causa de todas estas peculiaridades, la expansión y restauración del alcornocal solamente se debería hacer con plantones y bellotas procedentes de la propia Fuente semillera FS-46/F/28/005 para garantizar su conservación genética.

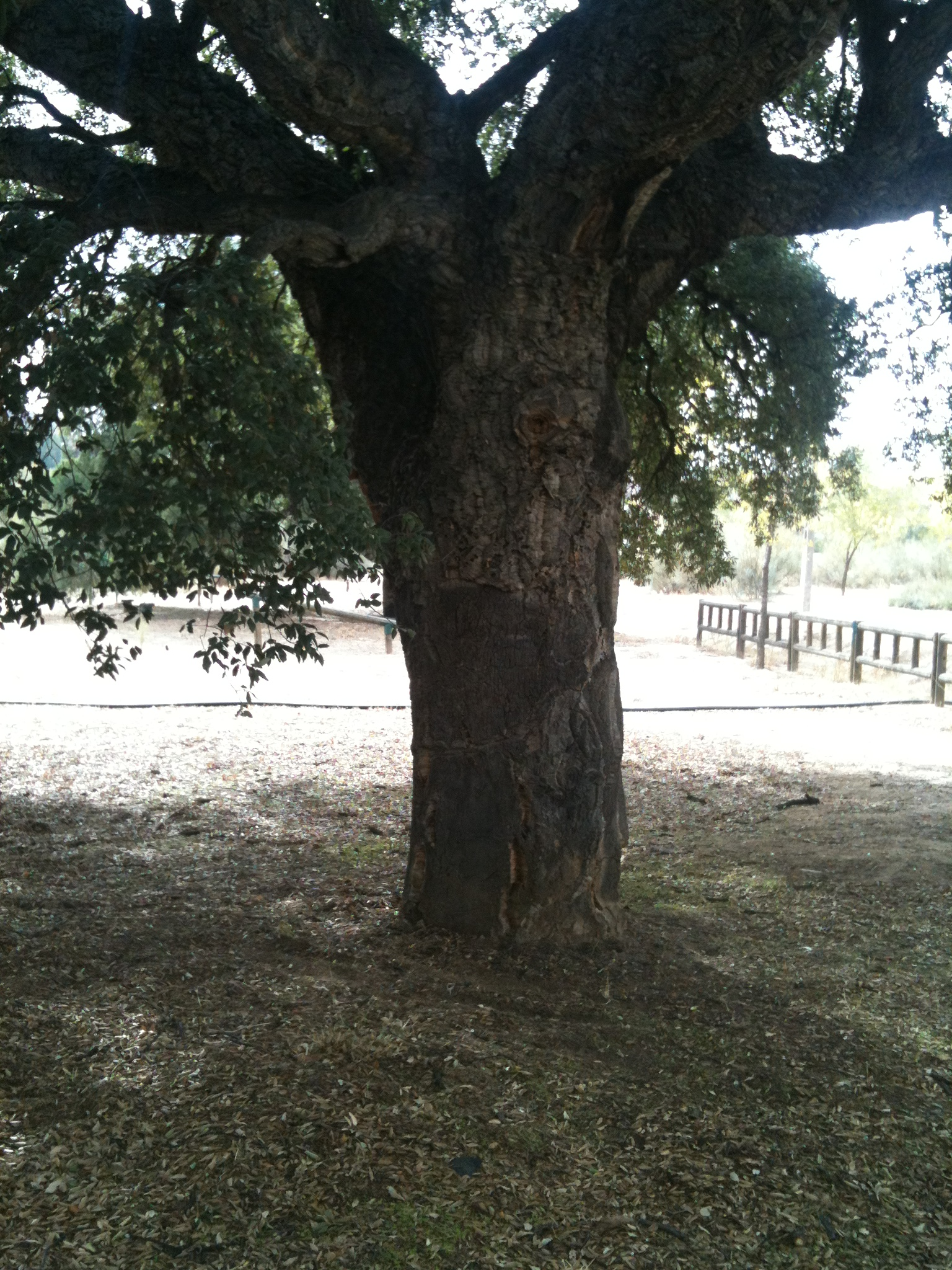
Uno de los alcornoques relecticos

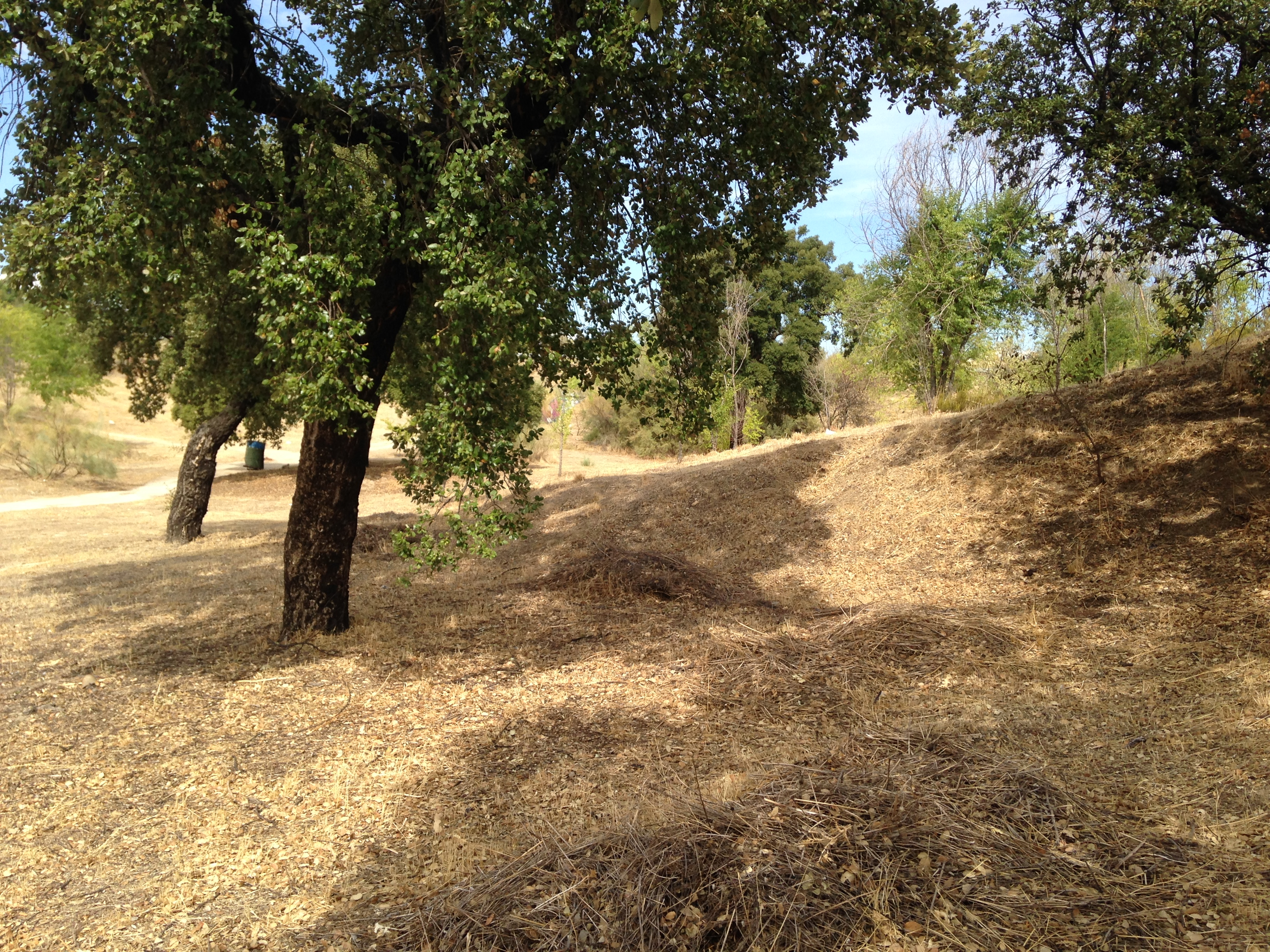
Alcornocal de Alcorcón en las Presillas, septiembre de 2014

En el parque encontramos también la única zona boscosa existente dentro del municipio de Alcorcón, 40 hectáreas de superficie arbolada ocupadas principalmente por un pinar de pino piñonero (Pinus pinea) y algunos ejemplares de pino laricio (Pinus nigra), fruto de la ejecución del Plan Forestal de Repoblación de España.

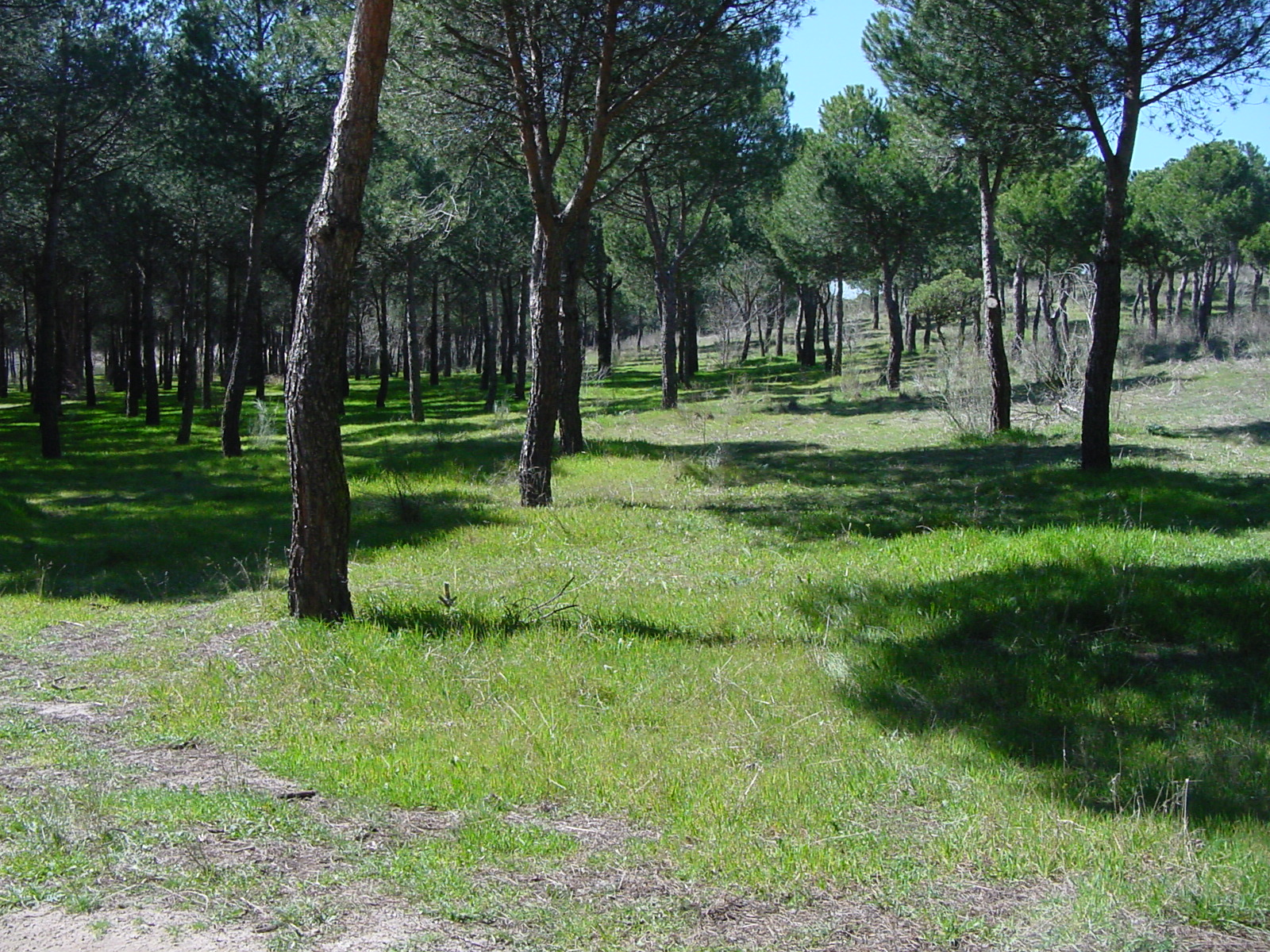
Pinar de Las Presillas

Cabe decir que los terrenos de Prado Grande anexos al parque tienen una inigualable dehesa de almendros de gran porte, e igualmente se reclama que los terrenos de “Las Presillas” "Prado Grande" y "Pedazo del Estado"sean clasificados como suelo no urbanizable protegido de acuerdo a la Ley 16/1995 Forestal y de Protección de la Naturaleza de la Comunidad de Madrid, con el fin de impedir hipotéticos futuros intentos de urbanización.

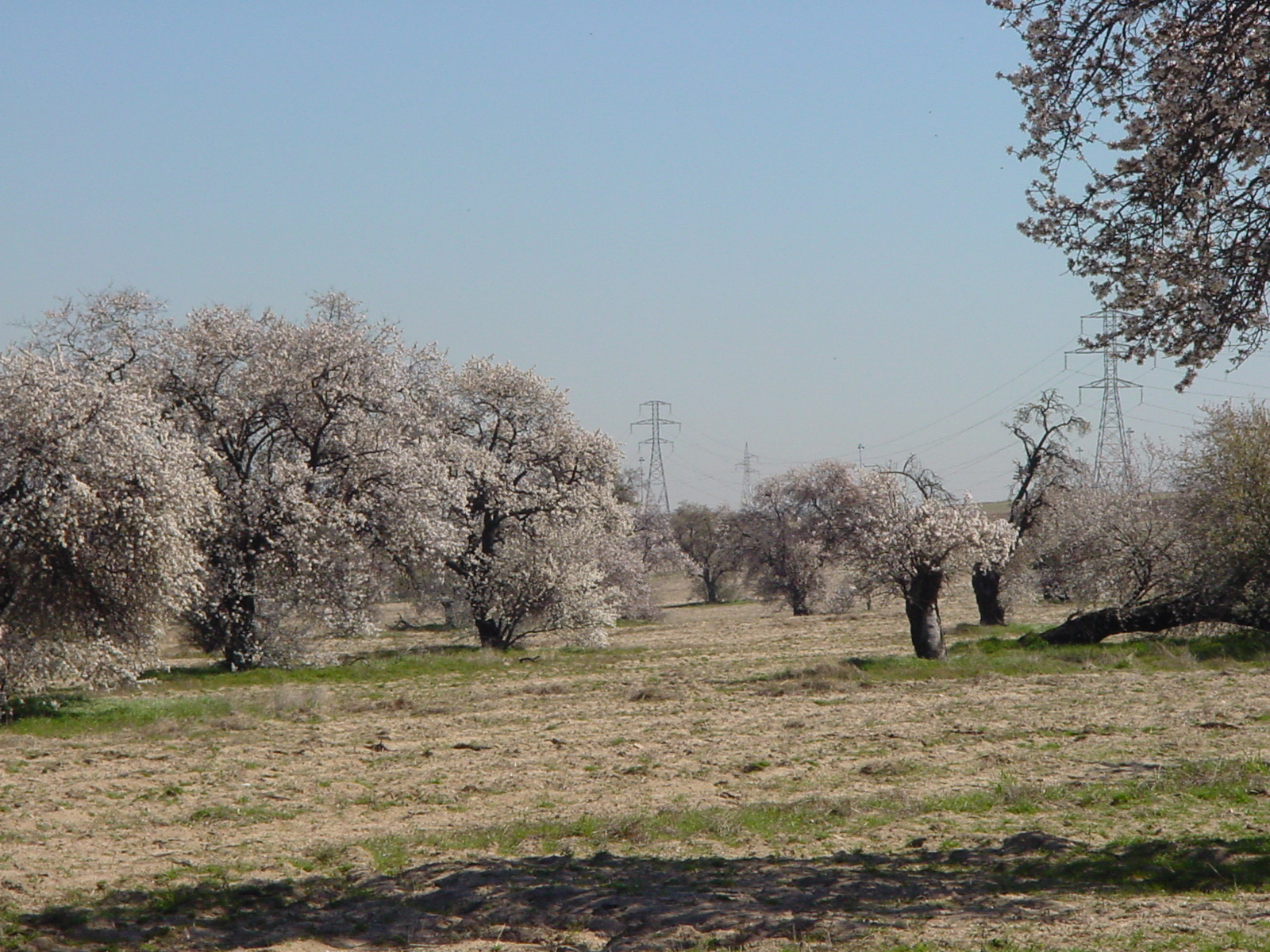
Almendros de Prado Grande

Hay también especies autóctonas locales:
- Jara pringosa (Cistus ladanifer)
- Retama (Retama sphaerocarpa)
- Zarzamora (Rubus ulmifolius)
- Junco (Juncus conglomeratus)
- Encina (Quercus ilex)
- Alcornoque (Quercus suber)
- Cornicabra (Pistacia terebinthus)
- Álamo (Populus nigra)
- Almendro (Prunus dulcis)
- Pino piñonero (Pinus pinea)
- Espantalobos (Colutea arborescens)
- Pino laricio (Pinus nigra)

Y especies alóctonas susceptibles de ser progresivamente reemplazadas por alcornoques procedentes de fuente semillera FS-46/F/28/005, como son:
- Olmo siberiano (Ulmus pumila)
- Acacia de tres espinas (Gleditsia triacanthos)
- Ailanto (Ailanthus altissima). Especie incluida en el Catálogo español de especies exóticas invasoras.
- Árbol del paraíso (Elaeagnus angustifolia)
- Cinamomo (Melia azedarach)
- Ciruelo rojo (Prunus cerasifera var. pissardii)
- Catalpa común (Catalpa bignonioides)

### Fauna
La fauna silvestre del espacio aparece dominada por las comunidades animales propias del bosque mediterráneo de baja montaña. Destacan
Aves:
- Gorrión común (Passer domesticus)
- Pico picapinos (Dendrocopos major)
- Herrerillo capuchino (Parus cristatus)
- Verdecillo (Serinus serinus)
- Mirlo común (Turdus merula)
- Pito real (Picus viridis)
- Calandria (Melanocorypha calandra)
- Pardillo (Carduelis cannabina)
- Urraca (Pica pica)
- Abubilla (Upupa epops)
- Petirrojo (Erithacus rubecula)
- Paloma torcaz (Columba palumbus)
- Focha común (Fulica atra)
- Gallineta común (Gallinula chloropus)
- Perdiz roja (Alectoris rufa)
- Cuchara común (Anas clypeata)
- Mochuelo (Athene noctua)
- Cernícalo común (Falco tinnunculus)
- Ratonero (Buteo buteo)
- Milano real (Milvus milvus), especie calificada como "en peligro de extinción" de conformidad con el Real Decreto 139/2011.

Mamíferos:
- Ratón de campo (Apodemus sylvaticus)
- Conejo europeo (Oryctolagus cuniculus)
- Liebre ibérica (Lepus granatensis)

Reptiles.
- Lagartija cenicienta (Psammodromus hispanicus)

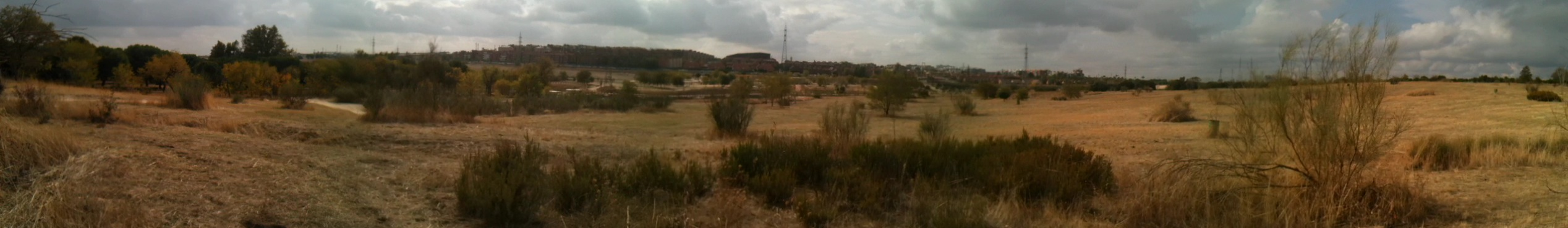
Panorámica

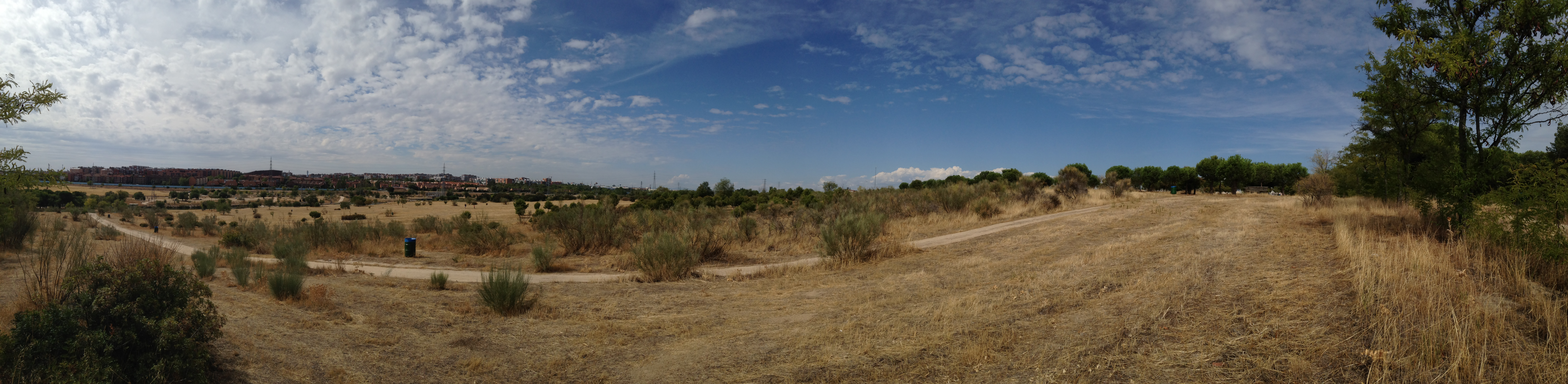
Panorámica de las Presillas, septiembre de 2014

## Acceso y transportes
- Andando o en bicicleta, se puede acceder al Parque de las Presillas desde Leganés por el Parque lineal del Arroyo Butarque, desde Alcorcón por la pasarela del barrio de las flores y desde Madrid por el antiguo trazado ferroviario.
- Mediante Cercanías, se puede llegar por la línea C-5 (estación de San José de Valderas)
- Mediante Metro se puede llegar por la línea 10 (Estación de Joaquín Vilumbrales).
- La circulación con automóviles no se permite, pero existe un aparcamiento al que se accede por la M-406

## Otras actuaciones pendientes

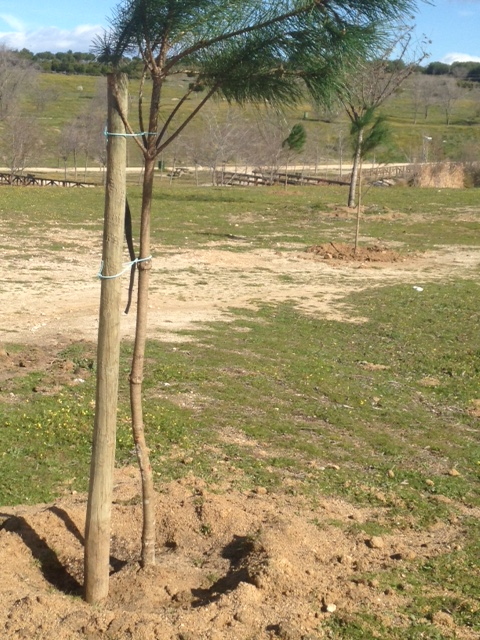
El ayuntamiento continúa realizando plantaciones para incrementar la superficie forestal arbolada en este parque periurbano. (Foto del 07/02/2016)

Las Presillas junto con el Parque Lineal Arroyo Butarque y los terrenos de Prado Grande y Pedazo del Estado formaban parte integrante de los terrenos de Bosque Sur desde 2006, pero debido a desacuerdos entre la Comunidad de Madrid y el Ayuntamiento de Alcorcón, el proyecto no llegó a terminarse.
Asimismo, junto con la pasarela y el lago que se crearon en 2009, se iban a haber realizado otras mejoras, como un acceso peatonal y de carril bici a través del polideportivo de La Canaleja, un acceso desde la glorieta de la avenida del Petróleo, una barrera de aislamiento acústico natural entre el parque y las carreteras, un sistema de alumbrado público (el cual era innecesario a la par que potencialmente perjudicial para la fauna del parque, al alterar sus biorritmos) y la consolidación y ampliación del alcornocal autóctono existente.
En marcha hay iniciativas que abogan por declarar como vía verde el antiguo trazado del ferrocarril militar que comunicaba Cuatro Vientos con la Estación de Leganés y que pasa por los terrenos del parque.
El Ministerio de Agricultura, Alimentación y Medio Ambiente tiene entre sus objetivos, para el periodo 2014-2020, la protección y conservación de la biodiversidad en áreas periurbanas como esta:

Los entornos urbanizados son áreas donde la biodiversidad sufre importantes presiones, que a menudo afectan también seriamente a las áreas periurbanas. Frecuentemente los planes urbanísticos y otros planes o proyectos que se desarrollan en el medio urbano no suelen tener adecuadamente en consideración a la biodiversidad, que es percibida como un elemento ajeno a la ciudad.
La Ley 42/2007 insta a atenuar estos impactos mediante la inclusión de los requerimientos de la conservación, uso sostenible, mejora y restauración del patrimonio natural y la biodiversidad en las políticas sectoriales de urbanismo y ordenación del territorio. Además, tienen como principio la prevalencia de la protección ambiental sobre la ordenación territorial y urbanística.
Ministerio de Agricultura, alimentación y Medio Ambiente: Estrategia española de conservación vegetal 2014-2020 [‘Principios y orientaciones para la conservación de la DIVERSIDAD VEGETAL SILVESTRE en España’]. Madrid: Conferencia Sectorial de Medio Ambiente: Estrategia española de conservación vegetal 2014-2020 (pág. 54-56). Madrid. Junio 2014.